# Werner Brockmann
Werner Ludwig August Brockmann (* 25. November 1908 in Erfurt; vermisst seit 23. Januar 1943 im Raum Stalingrad; im Jahre 1970 zum 31. Dezember 1945 für tot erklärt) war ein deutscher Pfarrer in der Evangelisch-Lutherischen Kirche Bayern und Mitglied der Bekennenden Kirche während des Nationalsozialismus.

## Leben
Im Jahr nach seiner Geburt zogen seine Eltern mit ihm nach München um, wo bis 1921 seine vier jüngeren Geschwister geboren wurden. 1926 legte Werner Brockmann sein Abitur am Theresien-Gymnasium München ab und schrieb sich im Sommersemester 1926 an der Ludwig-Maximilians-Universität München zum Studium der evangelischen Theologie ein. 1927 bis 1931 setzte er das Studium in Erlangen an der Friedrich-Alexander-Universität fort.
Im Januar 1928 starb sein Vater nach langer Krankheit.
Von 1932 bis 1933 besuchte Werner Brockmann das Predigerseminar Nürnberg. Nach Vikarstellen in Zirndorf und Fürth bestand er die Anstellungsprüfung 1935 und übernahm 1937 die Pfarrstelle in Sickershausen und Michelfeld, Evangelisch-Lutherisches Dekanat Kitzingen.
Seine erste Frau Liselotte, die er 1935 geheiratet hatte, verstarb 1939 an einer Lungenentzündung. 1940 heiratete er ihre Schwester Berta. Aus dieser zweiten Ehe stammt eine überlebende Tochter.

## Kirchliches Wirken
In der Kandidatenliste 1936 für zu besetzende Pfarrstellen wurde er als „aufs entschiedenste zur Bekennenden Kirche“ gehörig charakterisiert. Auch in der Würdigung über seine Zeit als Vikar, 1937 verfasst, bescheinigte ihm sein Dekan, dass er in „den kirchlichen Auseinandersetzungen der Gegenwart (…) eine entschiedene und mannhafte Haltung auf der Seite der bekennenden Kirche ein(nimmt) und (…) darin unbedingt zuverlässig (ist).“
Wegen der Schärfe und Deutlichkeit seiner Aussagen über das herrschende nationalsozialistische Regime eckte er immer öfter an und lief lange Zeit Gefahr, die Zulassung zur Erteilung von Religionsunterricht an den staatlichen Volksschulen zu verlieren.
Nach einer Anzeige durch die Gestapo im November 1940 wegen fortgesetzter Verstöße gegen die „Verordnung zum Schutze von Volk und Staat“ wurde er in einem Strafbefehl im Februar 1941 zu einer Geldstrafe verurteilt.
Im Dezember 1941 erfolgte die Anordnung zur Abnahme zweier Glocken aus dem 14. und 18. Jahrhundert aus dem Turm der Sickershäuser Kirche St. Johannes und zur Verbringung auf einen Glockenfriedhof, wogegen Pfarrer Brockmann in seiner Weihnachtspredigt protestierte. Die Glocken wurden trotzdem am 30. Dezember 1941 entfernt. Durch eine Besucherin des Gottesdienstes wurde Pfarrer Brockmann jedoch denunziert und daraufhin am 15. Januar 1942 zur Wehrmacht einberufen. Im Mai 1942 wurde sein Regiment an die Ostfront verlegt. Seit dem 23. Januar 1943 wurde er als Gefreiter in der Schlacht von Stalingrad vermisst. 1970 wurde er vom Amtsgericht Kitzingen mit Todesdatum 31. Dezember 1945 für tot erklärt.